# 야마네촌 (이바라키현)
야마네촌(山根村)은 이바라키현 히가시이바라키군에 일찍이 존재했던 촌이다. 

## 지리
- 현재의 미토시 서북부에 해당한다.

## 역사
- 1889년 4월 1일 - 정촌제 시행에 의해 히가시이바라키군 야마네촌이 성립하였다.
- 1955년 4월 1일 - 가와와다촌의 일부・가미나카쓰마촌과 합병해 아카쓰카촌이 성립하여, 동일 야마네촌은 폐지되었다.
- 1958년 4월 1일 - 아카쓰카촌은 미토시에 편입되었다.

## 인구
| 1891년（明治24年） | 2,021 |
| 1920년（大正 9年） | 2,285 |
| 1935년（昭和10年） | 2,554 |
| 1950년（昭和25年） | 3,425 |

## 참고문헌
- 角川日本地名大辞典編纂委員会『角川日本地名大辞典 8 茨城県』、角川書店、1983年 ISBN 4040010809